# Schüttschichtfilter
Ein Schüttschichtfilter ist in der Fluidtechnik ein Filter, bei dem das Filtermedium nicht aus einem zusammenhängenden Material, sondern aus einer losen Schüttung besteht.

## Aufbau und Funktion
Schüttschichtfilter bestehen aus körnigem Material, das von dem zu reinigenden Fluid durchströmt wird. Sie werden überwiegend für die Tiefenfiltration eingesetzt. Die zusätzliche Bildung eines Filterkuchens führt zu einer weiteren Verbesserung der Reinigungsleistung.
Schüttschichtfilter können als Festbettfilter mit ruhender Schüttung, Wanderbettfilter mit bewegter Schüttung oder Wirbelschichtfilter mit strömungsgetragener Schüttung ausgeführt werden. Wanderbett und Wirbelschicht erlauben einen kontinuierlichen Betrieb, während beim Festbett während des Regenerationsvorgangs die Rohgaszufuhr unterbrochen werden muss. Festbettfilter finden sowohl in der Oberflächen- als auch in der Tiefenfiltration Anwendung.
Als Abscheidemechanismen wirken im Wesentlichen
- Sperreffekt,
- Sedimentation,
- Diffusion und
- Trägheitseffekte.[5][6]

Eine Abreinigung des Filters kann durch Rückspülung erfolgen. Dies wird überwiegend bei Schüttschichtfiltern zur Reinigung von Flüssigkeiten praktiziert.
Ein Vorteil von Schüttschichtfiltern ist, dass verschleißbeständige Materialien wie beispielsweise Gesteine als Filtermaterial eingesetzt werden können. Des Weiteren lassen sich Schüttschichtfilter mittels geeignetem Schüttgut für die Gasfiltration bei hohen Temperaturen und aggressiven Atmosphären einsetzen. Auch können sie bei der Gefahr von Taupunktunterschreitungen und Glimmbränden verwendet werden. Mittels Sorption lassen sich unerwünschte gasförmige Komponenten, wie beispielsweise Schwefeldioxid und Chlorwasserstoff bei der Gasreinigung, aus dem Fluid entfernen.
Nachteilig ist unter anderem der geringere Abscheidegrad im Vergleich zu anderen Filtertypen und der höhere Aufwand bei der Entsorgung.
Klassische Einsatzgebiete von Schüttschichtfiltern sind die Zement-, Kalk- und Hüttenindustrie.